# Kenseikai

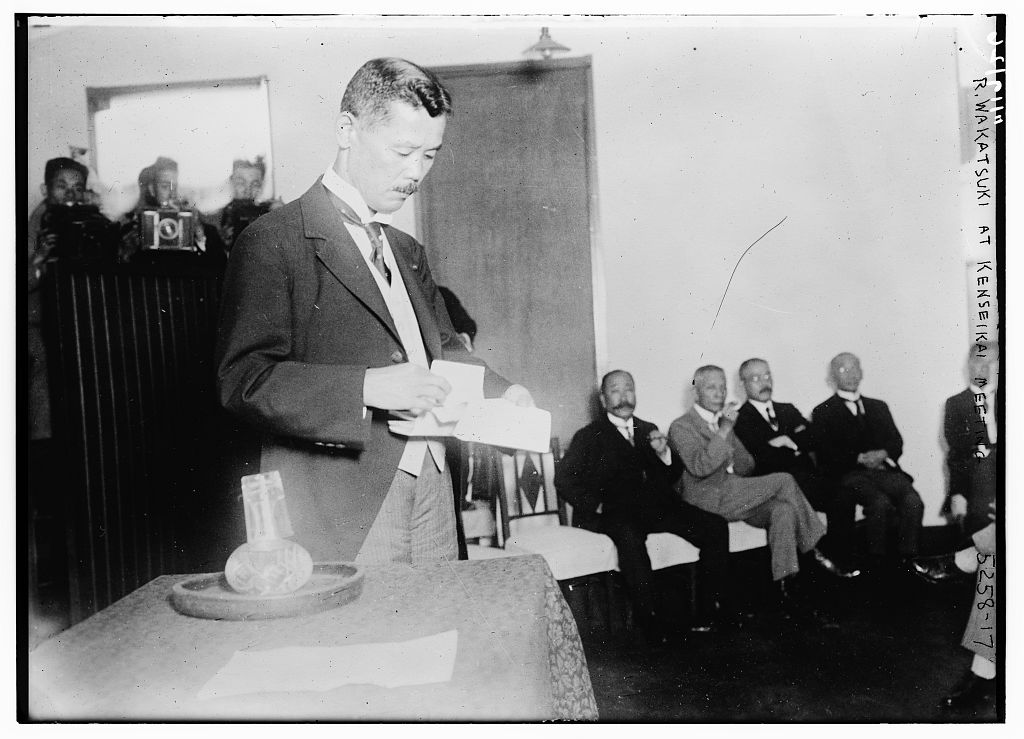
Wakatsuki Reijirō talar på ett möte med Kenseikai.

Kenseikai var ett japanskt konstitutionellt parti, bildat 1915 av kretsar, som stod de stora finanshusen nära. Det uppgick 1927 i ett nybildat parti Minseito.

## Källa
- Kenseikai, Svensk uppslagsbok, 1955.